# El Salvador (Chile)
El Salvador ist eine Bergbaustadt im Norden des südamerikanischen Anden-Staates Chile. Sie gehört zur Provinz Chañaral und hat rund 7000 Einwohner (Stand: 16. April 2017).

## Geografie
El Salvador liegt in der Kommune Diego de Almagro, in der Provinz Chañaral am Rande der Anden und in der Mitte der Atacama-Wüste. El Salvador liegt auf über 2400 m über dem Meeresspiegel.

## Geschichte
El Salvador wurde 1959 als Stadt für die Bergarbeiter der nahegelegenen Kupfermine gegründet. Zwar wurde schon deutlich früher Kupfer in der Mine abgebaut, aber erst am Ende der 1950er Jahre kam der industrielle Abbau. Eigentümer der Mine war die US-Firma Andes Copper Mining Company, ein Tochterunternehmen der Anaconda Copper Mining Company. Die Architektur der Stadt wurde vom Architekten Raymond Olson geprägt.

## Wirtschaft
Die Wirtschaft in der Region um El Salvador basiert auf dem Bergbau. 15 km südwestlich von El Salvador liegt der Flugplatz Ricardo García Posada, der zwischen 1971 und 1973 gebaut wurde, nachdem alle Bodenschätze unter Präsident Allende 1971 verstaatlicht wurden. Die Mine wurde vom chilenischen Bergbau-Staatskonzern Codelco übernommen.

## Sport
Der in El Salvador ansässige Fußballverein CD Cobresal (offiziell Club de Deportes Cobresal) ist ein 1979 gegründeter Fußballverein, der in der Primera División spielt. Der Verein wurde 2015 chilenischer Fußballmeister und trägt seine Heimspiele im Estadio El Cobre aus, das Platz für 20.800 Zuschauer bietet. Die Stadionkapazität liegt damit deutlich über der Einwohnerzahl.

## Persönlichkeiten
- Christian Bravo (* 1968), Fußballspieler
- Daniel Aguilera (* 1988), Fußballspieler
- Felipe Araya (* 1990), Fußballspieler
- Hans Salinas (* 1992), Fußballspieler